# Côte rôtie
Pour l’article homonyme, voir Côte-rôtie (AOC).
Une côte rôtie est une pièce de viande, généralement une côte de bœuf, qui se prépare au four avec une lèchefrite pour en recueillir les sucs.

## Historique

Emplacement des côtes.

Ce mets a été rendu populaire, au cours du XIXe siècle, dans le quartier de la Villette où étaient situés les anciens abattoirs de Paris. Les restaurateurs du quartier s'y approvisionnaient directement en viande. Quant aux vins qui entraient dans la composition des sauces ou qui abreuvaient leur clientèle, ils provenaient des entrepôts de Bercy.

## Préparation
Pour cette cuisson, on utilise plusieurs côtes accolées avec os. Avant de passer au four, la pièce de viande huilée est saisie à feu vif afin de bien la colorer de chaque côté. Cela permet d'obtenir une viande bien grillée à l'extérieur et saignante au centre. 

Découpe des côtes
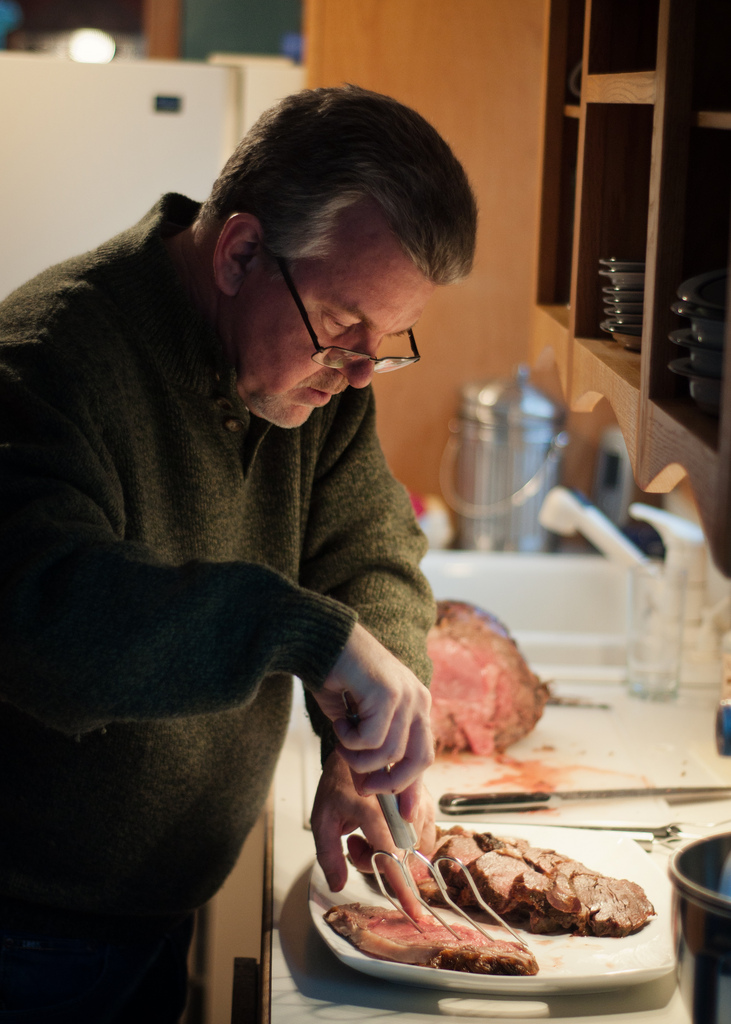
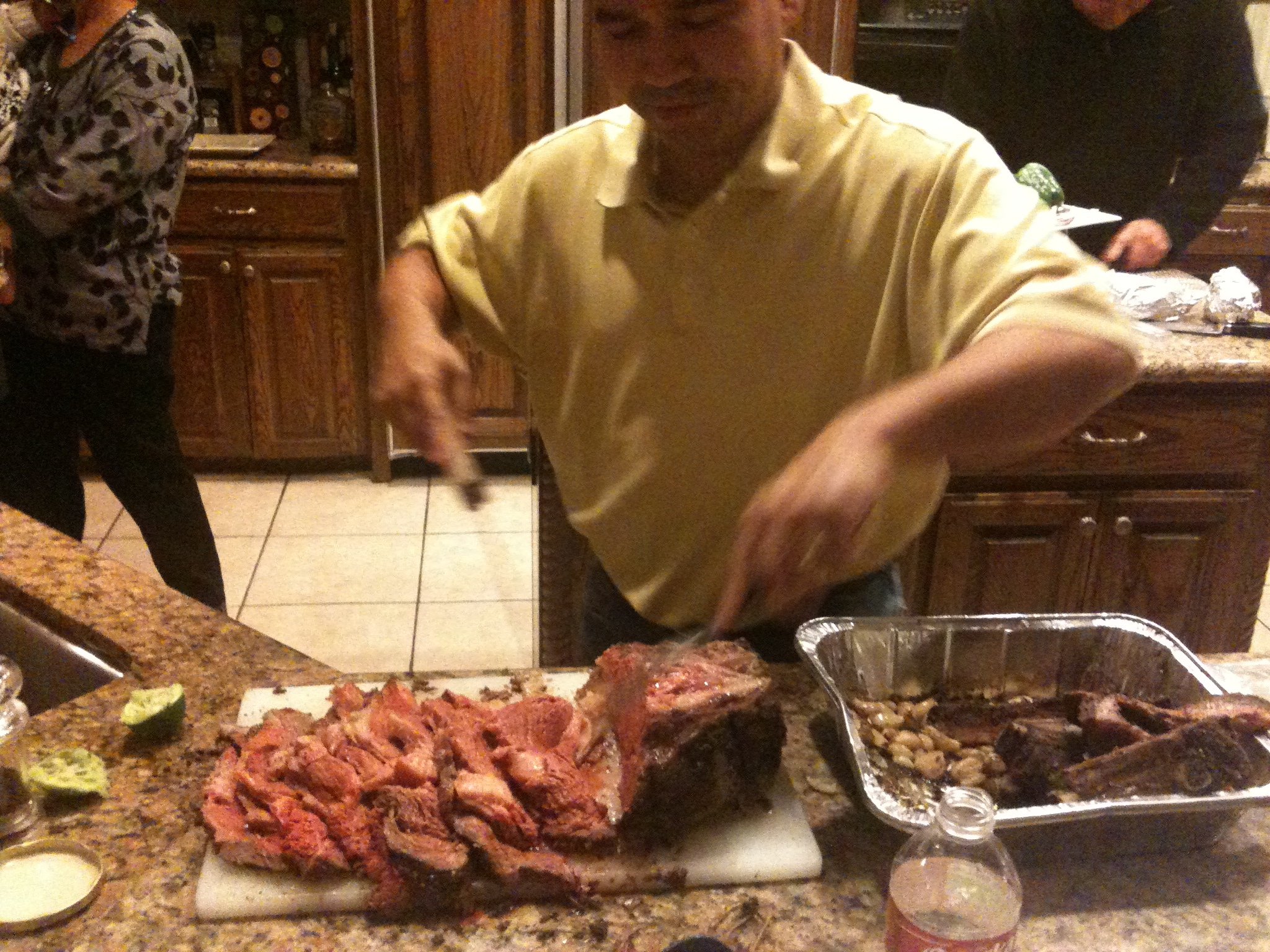
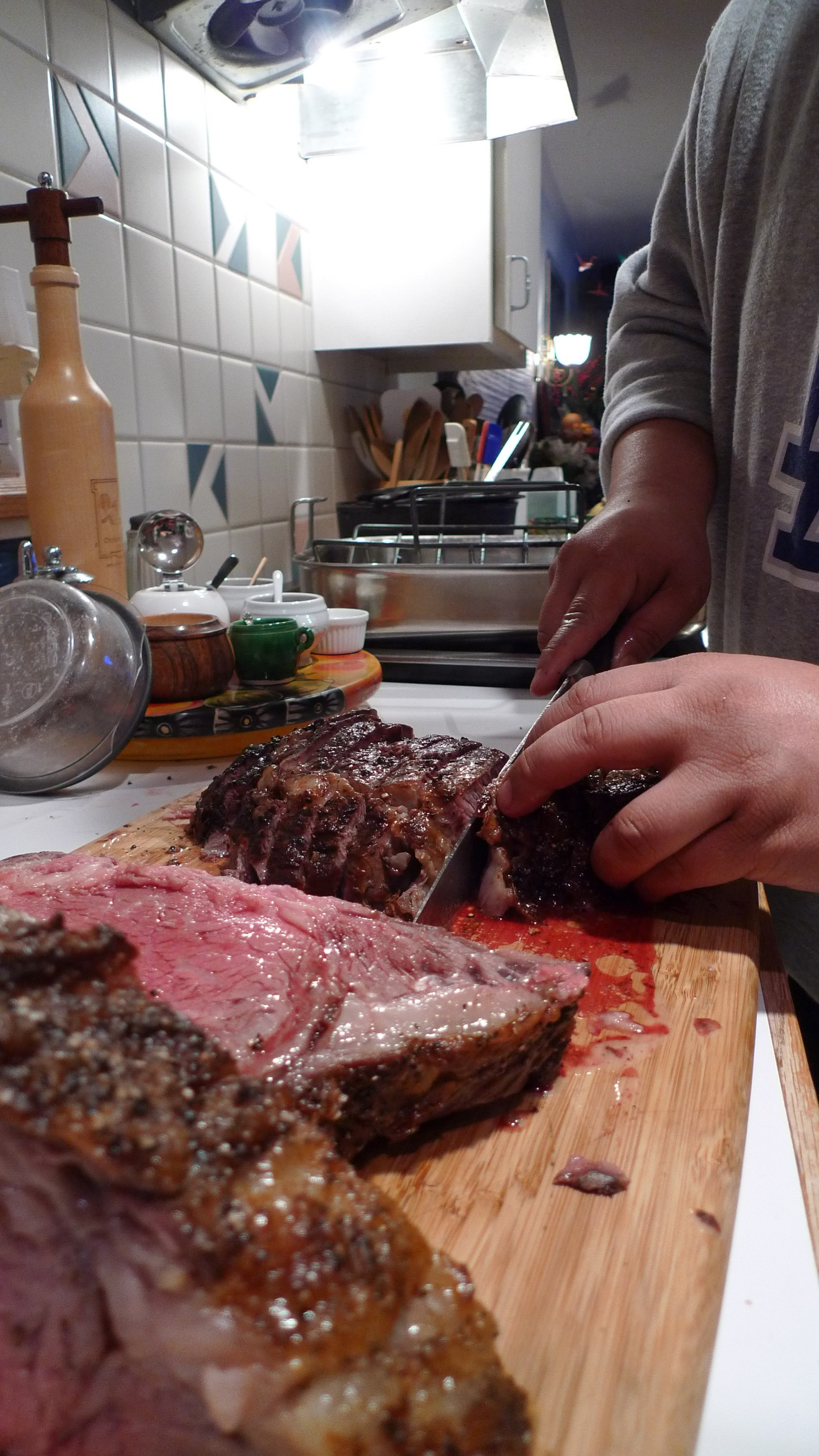

Dans le four, la pièce de viande doit être posée sur la tranche, l'os en contact avec le plat, la partie grasse en l'air. Cette manière de faire permet à la graisse d'arroser la viande. À la fin de la cuisson, on dégage la viande de l'os. Ce mets est servi accompagné de légumes de saison, d’échalotes ou d'une sauce béarnaise.